# 广东省奥林匹克网球中心
广东省奥林匹克网球中心（曾用名：广州亚运会网球馆中心）位于中国广州市天河区东圃镇黄村广东奥林匹克体育中心西北，为广州亚运会12座新建场馆之一。
网球中心由一个可容纳1万名观众的主比赛场、一个可容纳2千名观众的副比赛场及14块室外标准网球场组成，其中主场为甲级体育建筑，地上三层，副场地上一层。占地面积56398平方米，建筑总面积3350平方米，总投资约1.8亿元。
2015年，广东省奥林匹克网球中心成为广州国际女子网球公开赛的比赛场地并保持至今。